# Capnodium
Capnodium is een geslacht van schimmels dat behoort tot de familie Capnodiaceae. De typesoort is Capnodium salicinum.

## Soorten
Volgens Index Fungorum telt het geslacht 86 soorten (peildatum januari 2022):
| Soortnaam                | Auteur(s)                                  | Publicatiejaar |
| ------------------------ | ------------------------------------------ | -------------- |
| Capnodium aciculiforme   | (Cif., Bat. & Nascim.) W.J. Li & K.D. Hyde | 2020           |
| Capnodium acokantherae   | Bacc.                                      | 1907           |
| Capnodium alfenasii      | Abdollahz. & Crous                         | 2020           |
| Capnodium annonae        | Pat.                                       | 1904           |
| Capnodium armeniacae     | Thüm.                                      | 1888           |
| Capnodium australe       | Mont.                                      | 1849           |
| Capnodium baccharidis    | Bat. & Cif.                                | 1963           |
| Capnodium bambusicola    | Rick                                       | 1906           |
| Capnodium batistae       | D.K. Kulk. & U.K. Kulk.                    | 1977           |
| Capnodium berberidis     | S. Ahmad                                   | 1979           |
| Capnodium betle          | Syd., P. Syd. & E.J. Butler                | 1911           |
| Capnodium blackwelliae   | Abdollahz. & Crous                         | 2020           |
| Capnodium caespitosum    | Ellis & Everh.                             | 1894           |
| Capnodium carissae       | D.K. Kulk. & U.K. Kulk.                    | 1978           |
| Capnodium caroliniense   | Berk. & Desm.                              | 1849           |
| Capnodium cassiae        | D.K. Kulk. & U.K. Kulk.                    | 1978           |
| Capnodium citri          | Berk. & Desm.                              | 1849           |
| Capnodium citri          | Penz. ex Sacc.                             | 1882           |
| Capnodium citricola      | McAlpine                                   | 1896           |
| Capnodium clavatum       | Bat. & Cif.                                | 1963           |
| Capnodium coartatum      | Chomnunti & K.D. Hyde                      | 2011           |
| Capnodium coffeae        | Pat.                                       | 1893           |
| Capnodium coffeicola     | Hongsanan & K.D. Hyde                      | 2015           |
| Capnodium corni          | Auersw.                                    | 1880           |
| Capnodium crouanii       | Mont.                                      | 1857           |
| Capnodium cryptolepidis  | M.S. Patil                                 | 1980           |
| Capnodium dematum        | (V.A.M. Mill. & Bonar) D.R. Reynolds       | 1989           |
| Capnodium ellisii        | Mussat                                     | 1901           |
| Capnodium elongatum      | Berk. & Desm.                              | 1849           |
| Capnodium erythrinicola  | Viégas                                     | 1944           |
| Capnodium eugeniarum     | Cooke                                      | 1880           |
| Capnodium expansum       | Berk. & Desm.                              | 1849           |
| Capnodium fibrosum       | Berk.                                      | 1855           |
| Capnodium foedum         | Sacc.                                      | 1884           |
| Capnodium fuligo         | Thüm.                                      | 1878           |
| Capnodium gamsii         | Abdollahz. & Crous                         | 2020           |
| Capnodium gardeniarum    | (Bat. & Cif.) W.J. Li & K.D. Hyde          | 2020           |
| Capnodium grandisporum   | (L.R. Fraser) Bat. & Cif.                  | 1963           |
| Capnodium guajavae       | C. Bernard                                 | 1907           |
| Capnodium guaraniticum   | Speg.                                      | 1886           |
| Capnodium hibiscicola    | A. Pande                                   | 2008           |
| Capnodium hirtum         | Speg.                                      | 1908           |
| Capnodium jasmini        | D.K. Kulk. & U.K. Kulk.                    | 1978           |
| Capnodium juniperinum    | Bacc.                                      | 1917           |
| Capnodium kamatii        | D.K. Kulk. & U.K. Kulk.                    | 1977           |
| Capnodium lanosum        | Cooke                                      | 1880           |
| Capnodium lentisci       | Thüm. ex Sacc.                             | 1882           |
| Capnodium lonicerae      | (Fuckel) Sacc.                             | 1882           |
| Capnodium loranthi       | D.K. Kulk. & U.K. Kulk.                    | 1978           |
| Capnodium lygodesmiae    | Ellis & Everh.                             | 1895           |
| Capnodium mangiferae     | Cooke                                      | 1876           |
| Capnodium melioloides    | Pat.                                       | 1895           |
| Capnodium meridionale    | Arnaud                                     | 1913           |
| Capnodium mesnierianum   | Thüm.                                      | 1878           |
| Capnodium minimum        | Bubák                                      | 1906           |
| Capnodium musae          | Viégas                                     | 1944           |
| Capnodium neocoffeicola  | Abdollahz. & Crous                         | 2020           |
| Capnodium nerii          | Rabenh.                                    | 1864           |
| Capnodium nudicum        | D.K. Kulk. & U.K. Kulk.                    | 1981           |
| Capnodium paracoartatum  | Q. Tian, W.J. Li & K.D. Hyde               | 2020           |
| Capnodium paracoffeicola | Abdollahz. & Crous                         | 2020           |
| Capnodium persicae       | Turpin                                     | 1835           |
| Capnodium persoonii      | Berk. & Desm.                              | 1849           |
| Capnodium phyllanthi     | D.K. Kulk. & U.K. Kulk.                    | 1981           |
| Capnodium pini           | Berk. & M.A. Curtis                        | 1876           |
| Capnodium pomorum        | Berk. & M.A. Curtis                        | 1876           |
| Capnodium puccinoides    | Ellis & Everh.                             | 1888           |
| Capnodium ramosum        | Cooke                                      | 1893           |
| Capnodium rehmii         | (Feltgen) Höhn.                            | 1906           |
| Capnodium rhamni         | Cooke & Harkn.                             | 1884           |
| Capnodium sorbinum       | P. Karst.                                  | 1883           |
| Capnodium sphaeroideum   | Lacroix                                    | 1867           |
| Capnodium stellatum      | C. Bernard                                 | 1907           |
| Capnodium taxi           | Sacc. & Roum.                              | 1881           |
| Capnodium theae          | Boedijn                                    | 1931           |
| Capnodium thuemenii      | Sacc.                                      | 1882           |
| Capnodium thwaitesii     | Berk.                                      | 1857           |
| Capnodium tiliae         | (Fuckel) Sacc.                             | 1882           |
| Capnodium trichostomum   | Speg.                                      | 1896           |
| Capnodium tropicum       | (Mont.) Pat.                               | 1903           |
| Capnodium tuba           | Cooke & Harkn.                             | 1884           |
| Capnodium uniseptatum    | (L.R. Fraser) S. Hughes                    | 1981           |
| Capnodium usteri         | Rehm                                       | 1907           |
| Capnodium vagans         | (Pers.) Rostr.                             | 1906           |
| Capnodium variegatum     | A.D. Khalkho, A.N. Rai & S. Bhardwaj       | 2021           |
| Capnodium walteri        | Sacc.                                      | 1893           |